# Calotriton
Calotriton és un gènere d'amfibis urodels de la família de les Salamandridae. Conté dues espècies que ambdues són presents al Pirineu català i andorrà.

## Taxonomia
- Tritó del Montseny (Calotriton arnoldi) Carranza i Amat, 2005[2]
- Tritó pirinenc (Calotriton asper) (abans Euproctus asper) Dugès, 1852

## Distribució

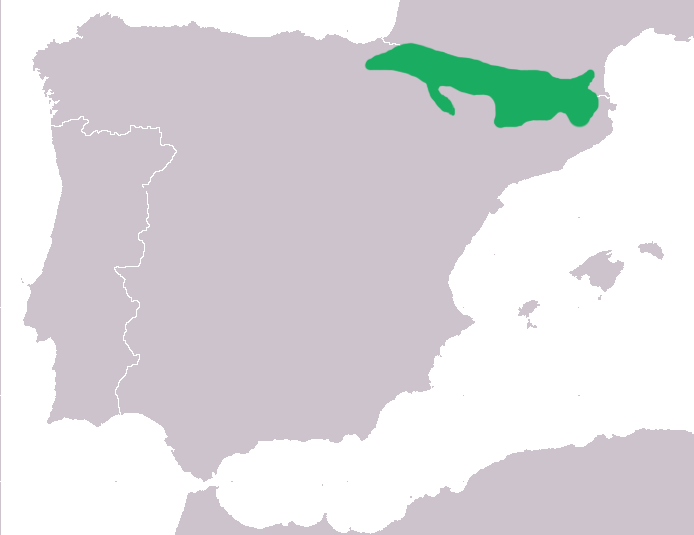
C. asper
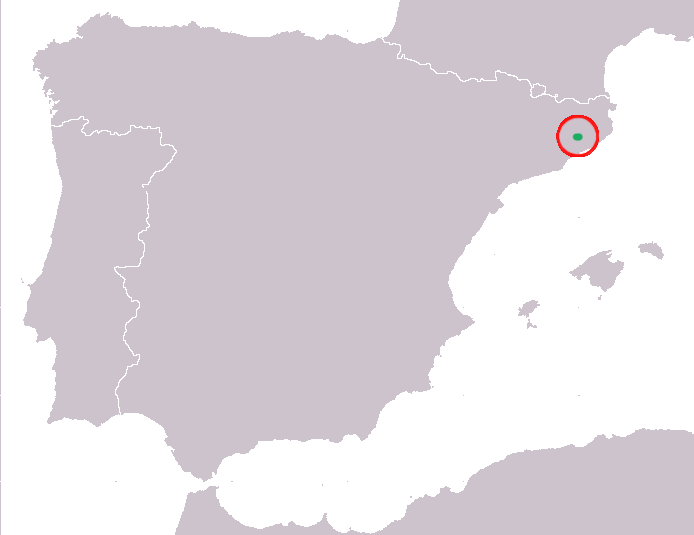
C. arnoldi